# Partido Croata de los Derechos
El Partido Croata de los Derechos, (en croata: Hrvatska Stranka prava, HSP) es un partido político extra parlamentario de derecha de Croacia. La palabra "(derechos)" en el nombre del partido se refiere a las razones jurídicas y morales que justifican la independencia y autonomía de Croacia. Mientras que el HSP ha conservado su antiguo nombre, hoy se trata de un partido de la derecha con una plataforma etnocéntrica.

## Historia

### Orígenes
El HSP tiene sus orígenes en 1861, cuando el Partido de los Derechos fue fundado originalmente.

### Guerra de la Independencia de Croacia
Un grupo de intelectuales restauró el Partido Croata de los Derechos el 25 de febrero de 1990. Dobroslav Paraga, Primer presidente del partido, reconoció los límites históricos del antiguo Partido de los Derechos. En poco tiempo el partido se enfrenta dividido. Krešimir Pavelić, un exsecretario del partido, fue elegido presidente del nuevo Partido Demócrata Croata de los Derechos. Además, alguna parte de los otros derechos, afirmó que la raíz del viejo Partido de los Derechos había aparecido.
El Partido Croata de los Derechos no participó en las las elecciones parlamentarias de Croacia en 1990, lo que ayudó a la Unión Democrática Croata (HDZ) a conseguir más votos.
La fuerza y el atractivo político de HSP estaban en apogeo durante los años 1991 y 1992, cuando Fuerzas Croatas de Defensa, un ala militar de la HSP, tomó la pesada carga de la defensa de Croacia. Dobroslav Paraga fue el campeón de los croatas por la libertad y la independencia. Tuđman fue dura y abiertamente criticado por el HSP y Paraga, especialmente debido a la cooperación con Serbia y el trágico conflicto con los bosnios de Bosnia y Herzegovina.
El gobernante HDZ había cooperado con el HSP hasta la caída del Vukovar, después de que los líderes del HSP y del HOS fueron encarcelados por "actividades terroristas" y "obstrucción al gobierno democráticamente electo". Dobroslav Paraga Así mismo, y también el Partido Croata de Derechos, tuvo que comparecer ante el tribunal militar en la alegación por insubordinación. Posteriormente fueron liberados.
La plataforma política y electoral de Paraga era la creación de la Gran Croacia y la derrota total del agresor serbio. En las  Elecciones croatas Parlamentarias, celebradas en 1992, el HDZ perdió el 7% de los votos en favor del Partido de los Derechos.
Uno de los primeros líderes del partido post comunista, Ante Paradzik era un disidente político en la ex Yugoslavia cuando era uno de los líderes estudiantiles de la Croacia primavera, pero murió asesinado durante la guerra. El presidente del partido, Dobroslav Paraga, quien había dirigido también e conflicto con las autoridades de la Yugoslavia comunista en la década de 1980, se encontró en una lucha de poder con su segundo, Anto Đapić. Paraga y Đapić se enfrentaron en una batalla legal por el derecho a utilizar el nombre del partido, una disputa que Paraga finalmente perdió. Paraga más tarde forma el Partido Croata de los Derechos de 1861 (HSP 1861) pero en ese momento ya estaba políticamente marginado.
El 17 de septiembre de 1993, los Líderes de los tres derechos de las contradictorio celebraron una reunión en Kutina y comenzaron los Preparativos para la unión con un amplio programa común de derechos. La iniciativa de la reunión provino de los nuevos líderes de la HSP, Anto Đapić y Kandare Boris, que invitaron a líder de la Parte Croacia Pura del Derecho, Ivan Gabelica, y líder de la Liga Democrática Nacional de Croacia Badovinac, Petar y MISETIC Bosiljko. La reunión no tuvo éxito, y los grupos siguen actuando por separado.
Durante la  elecciones parlamentarias de 1995, el HSP había perdido popularidad debido a la mala situación en el partido a favor de la HDZ.

## Partido moderno
El presidente de más largo plazo en la actual HSP fue Anto Đapić. Su reputación política se vio empañada severamente después de los medios de comunicación se enteraron de que él había engañado para obtener su primer postgrado en Derecho en la Universidad de Split, en connivencia con Boris Kandare, un importante miembro de su partido y profesor de la Facultad de Derecho. También fue acusado públicamente de fingir lesiones para obtener la condición de veterano de guerra. A pesar de estas revelaciones, la carrera de Đapić como jefe de la HSP no se vio afectada. Incluso después de que el partido fue abandonado por muchos y tuvo terribles consecuencias, (pérdida de 7 de los 8 escaños en el año 2003), en las elecciones de Croacia en 2007, tras las cuales permaneció como jefe del partido (renunciando temporalmente, pero en menos de unas pocas semanas retira su renuncia).
En las Elecciones parlamentarias de Croacia de 2003, el partido - en una alianza con el Partido Međimurje (Međimurska Stranka), el  Partido Demócrata Zagorje (Zagorska demokratska Stranka) y con el no partidista Letica Slaven - consiguiendo un 6,4% de los votos y 8 de los 151 asientos, todos para el HSP y Slaven Letica.
En agosto de 2005 el Partido Republicano Democrático de Croacia(en croata: Hrvatska demokratska Republikanska Stranka, HDRS), un partido político de derecha, QUE se estableció el 21 de octubre de 2000 mediante la fusión de tres pequeños partidos de derecha, se fusiona CON el Partido Croata de los Derechos. The first president of HDRS was Joško Kovač.
En septiembre de 2007, los prominentes miembros Miroslav Rozic y Tonci Tadić dejaron el partido. En noviembre, en las Elecciones parlamentarias de Croacia de 2007, el partido sufrió un duro revés, ya que ganó tan sólo un 3,5% de los votos y un escaño en el Sabor (Parlamento de Croacia). Después de las Elecciones locales de Croacia de 2009, que no fueron particularmente exitosas para el partido, la agitación en la dirección del partido se intensificó cuando una facción liderada los por exrepresentantes Ruža Tomašić y Pero Kovačević formaron el disidente "Partido Croata de los Derechos dr. Ante Starčević".
En la convención del partido celebrada el 7 de noviembre de 2009, Đapić renunció oficialmente, lo que permite la elección de un nuevo líder que será elegido por los miembros del partido. Daniel Srb derrotó a otros dos candidatos para convertirse en el nuevo presidente del partido.
El Partido Croata de los Derechos anunció que durante las las elecciones parlamentarias de Croacia en 2011 los titulares de sus listas en las  (primarias de Lika y Gorski Kotar), en el VII Distrito Electoral, serían exclusivamente mujeres.
El partido, por primera vez, no ganó ningún escaño parlamentario en las Elecciones parlamentarias de Croacia de 2011. Esto llevó a una crisis en el Partido de los Derechos, los líderes de la rama del partido en  dálmata pidieron la renuncia del presidente de honor Anto Đapić. El Presidente del HSP en la Split, Hrvoje Tomasevic, pidió la renuncia de Đapić de la política y nuevas elecciones en el partido. Fue apoyado por el presidente de la HSP en Dubrovnik Šešelj Denis.
Esto concluyó en la renuncia Đapić de la política de partido.

## Histórico de elecciones

### Legislativas
La siguiente tabla recoge un resumen de los resultados del partido en las elecciones legislativas para el Parlamento de Croacia. El "Total de votos" y las columnas "Porcentaje", incluyen las sumas de los votos obtenidos en las pre-elecciones por las coaliciones que habían sido parte del HSP y la columna  "Asientos conseguidos" incluye la suma de escaños obtenidos por HSP en las circunscripciones electorales y representantes de las minorías étnicas asociadas con el HSP.
| Elección          | En coalición con                              | Votos conseguidos      | Porcentaje             | Asientos conseguidos | Evolución  |
| Elección          | En coalición con                              | (Totales en coalición) | (Totales en coalición) | (Sólo HSP)           | (Sólo HSP) |
| ----------------- | --------------------------------------------- | ---------------------- | ---------------------- | -------------------- | ---------- |
| Agosto de 1992    | ninguno                                       | 186,000                | 7,06                   | 5 / 138              |            |
| Octubre de 1995   | ninguno                                       | 121,095                | 5,01                   | 4 / 127              | –1         |
| Enero de 2000     | Unión Democrática Cristiana de Croacia        | 152,699                | 5,19                   | 4 / 151              | ±0         |
| Noviembre de 2003 | Partido Democrático Zagorje Partido Međimurje | 157,987                | 6,4                    | 8 / 151              | +4         |
| Noviembre de 2007 | ninguno                                       | 86,865                 | 3,5                    | 1 / 153              | –7         |
| Diciembre de 2011 | Guardia de Croacia                            | 72,360                 | 3,0                    | 0 / 151              | –1         |

### Presidenciales
La siguiente es una lista de las presidenciales a la que presentaron miembros de la HSP..
- 2000 – Anto Đapić (terminó en quinto lugar con el 1,8% de los votos)
- 2005 – Slaven Letica (terminó en quinto lugar con el 2,59% votos)